# اریتره در المپیک
اریتره برای اولین بار در بازی‌های المپیک تابستانی ۲۰۰۰ در سیدنی حضور یافت و سه ورزشکار به رقابت در مسابقات دو و میدانی فرستاد. در بازی‌های ۲۰۰۴ در آتن، زرسنای تادسه اولین مدال اریتره را با کسب مقام سوم در ۱۰٬۰۰۰ متر مردان به دست آورد.
اریتره در بازی‌های المپیک زمستانی ۲۰۱۸ در پیونگ‌چانگ، کره جنوبی، برای اولین بار در بازی‌های زمستانی شرکت کرد، جایی که شانون-اوگبنی آبدی برای اریتره در رویدادهای اسکی آلپاین رقابت کرد.
کمیتهٔ ملی المپیک اریتره در سال ۱۹۹۶ تأسیس شد و در سال ۱۹۹۹ توسط کمیتهٔ بین‌المللی المپیک به رسمیت شناخته شد.

## جدول مدال‌ها
| بازی‌ها    | ورزشکاران                     | طلایی                         | نقره‌ای                        | برنزی                         | مجموع                         | رتبه                          |
| 1956–1992 | به عنوان بخشی از اتیوپی (ETH) | به عنوان بخشی از اتیوپی (ETH) | به عنوان بخشی از اتیوپی (ETH) | به عنوان بخشی از اتیوپی (ETH) | به عنوان بخشی از اتیوپی (ETH) | به عنوان بخشی از اتیوپی (ETH) |
| ۱۹۹۶      | شرکت نکرد                     | شرکت نکرد                     | شرکت نکرد                     | شرکت نکرد                     | شرکت نکرد                     | شرکت نکرد                     |
| ۲۰۰۰      | ۳                             | ۰                             | ۰                             | ۰                             | ۰                             | –                             |
| ۲۰۰۴      | ۴                             | ۰                             | ۰                             | ۱                             | ۱                             | ۷۱                            |
| ۲۰۰۸      | ۱۱                            | ۰                             | ۰                             | ۰                             | ۰                             | –                             |
| ۲۰۱۲      | ۱۲                            | ۰                             | ۰                             | ۰                             | ۰                             | –                             |
| ۲۰۱۶      | ۱۲                            | ۰                             | ۰                             | ۰                             | ۰                             | –                             |
| ۲۰۲۰      | ۱۳                            | ۰                             | ۰                             | ۰                             | ۰                             | –                             |
| ۲۰۲۴      | ۱۴                            | ۰                             | ۰                             | ۰                             | ۰                             | –                             |
| ۲۰۲۸      | رویداد آینده                  |                               |                               |                               |                               |                               |
| ۲۰۳۲      | رویداد آینده                  |                               |                               |                               |                               |                               |
| مجموع     | مجموع                         | ۰                             | ۰                             | ۱                             | ۱                             | ۱۵۱                           |

| بازی‌ها | ورزشکاران    | طلا          | نقره         | برنز         | مجموع        | رتبه         |
| ۲۰۱۸   | ۱            | ۰            | ۰            | ۰            | ۰            | –            |
| ۲۰۲۲   | ۱            | ۰            | ۰            | ۰            | ۰            | –            |
| ۲۰۲۶   | رویداد آینده | رویداد آینده | رویداد آینده | رویداد آینده | رویداد آینده | رویداد آینده |
| مجموع  | مجموع        | ۰            | ۰            | ۰            | ۰            | –            |

### مدال‌ها بر اساس ورزش
| ورزش           | طلا | نقره | برنز | مجموع |
| -------------- | --- | ---- | ---- | ----- |
| دو و میدانی    | ۰   | ۰    | ۱    | ۱     |
| مجموع (۱ ورزش) | ۰   | ۰    | ۱    | ۱     |

## فهرست مدال‌آوران
| مدال | نام          | بازی‌ها | ورزش        | رویداد           |
| ---- | ------------ | ------ | ----------- | ---------------- |
| برنز | زرسنای تادسه | ۲۰۰۴   | دو و میدانی | ۱۰٬۰۰۰ متر مردان |